# Eva (nombre)
Eva es un nombre propio femenino de origen hebreo Havva y significa Aquella que da vida o Aquella que vive.

## Onomástica
La onomástica de las que llevan el nombre de Eva es el 19 de diciembre, día de la madre de toda la Humanidad (Beata María Eva de la Providencia Noiszewska). El 12 de febrero (Santa Eva de Abitinia) y el 30 de agosto se hace memoria de santa Eva mártir. El 25 de junio se celebra santa Eva monja, y el 6 de septiembre se conmemora el martirio de santa Eva, virgen y mártir. Asimismo, la Beata Eva del Monte Cornelio se festeja el día 14 de marzo.

## Variantes
Evelyn, Evangelina(e), Evalgy, Evelia, Evaristina, Evaluna, Evie
Masculino: Evo, Evelio, Evangelino, Evaristino.

### Variantes en otros idiomas
| Variantes en otras lenguas | Variantes en otras lenguas |
| -------------------------- | -------------------------- |
| Alemán                     | Eva                        |
| Armenio                    | Եվա (Eva)                  |
| Azerí                      | Həvva                      |
| Bosnio                     | Hava                       |
| Búlgaro                    | Ева (Eva)                  |
| Catalán                    | Eva                        |
| Croata                     | Eva                        |
| Danés                      | Eva                        |
| Eslovaco                   | Eva                        |
| Euskera                    | Eba                        |
| Español                    | Eva                        |
| Esperanto                  | Evo                        |
| Estonio                    | Eeva                       |
| Finlandés                  | Eeva                       |
| Francés                    | Ève                        |
| Galés                      | Efa                        |
| Gallego                    | Eva                        |
| Georgiano                  | ევა (Eva)                  |
| Griego                     | Εύα (Eva)                  |
| Hebreo                     | חוה (Hava)                 |
| Holandés                   | Eva                        |
| Inglés                     | Eve                        |
| Italiano                   | Eva                        |
| Latín                      | Eva                        |
| Lituano                    | Ieva                       |
| occitano                   | Èva                        |
| Polaco                     | Ewa                        |
| Portugués                  | Eva                        |
| Rumano                     | Eva                        |
| Ruso                       | Ева (Yeva)                 |
| Sueco                      | Eva                        |
| Turco                      | Havva                      |
| Ucraniano                  | Єва (Yeva)                 |
| Wolof                      | Awa                        |